# Сорокина, Елена Борисовна
Елена Борисовна Сорокина (род. 16 января 1970 года, Рязань, Рязанская область, РСФСР, СССР) — российский государственный деятель, кандидат педагогических наук, 9-й мэр города Рязани (2019—2023).

## Биография
Родилась 16 января 1970 года в городе Рязани. Окончив среднюю общеобразовательную школу, в 1992 году завершила обучение в Рязанском государственном педагогическом институте им. С. А. Есенина, по специальности — учитель русского языка и литературы средней общеобразовательной школы. В 2007 году защитила кандидатскую диссертацию, имеет учёную степень — кандидат педагогических наук.
В 1992 году трудоустроилась в школу-лицей № 52 города Рязани, где на протяжении пятнадцати лет работала на различных должностях. Трудилась учителем русского языка и литературы, позже была назначена заместителем директора по учебной работе.
В 2007 году перешла работать в Управление образования и молодёжной политики города Рязани, в 2013 году работала заместителем начальника управления.
В 2013 году назначена на должность заместителя министра молодёжной политики, физической культуры и спорта Рязанской области. Обязанности исполняла до 2017 года.
19 сентября 2017 года назначена на должность заместителя начальника Управления образования и молодёжной политики, одновременно исполняла обязанности заместителя мэра города Рязани. С ноября 2017 года утверждена в должности заместителя мэра. С 30 мая 2019 года — исполняющая обязанности мэра города Рязани.
10 сентября 2019 года на заседании Рязанской городской думы, получив поддержку 31 из 37 депутатов присутствующих на собрании Елена Сорокина избрана на пост мэра города Рязани. С 11 сентября 9-й мэр города приступила к обязанностям градоначальника.
26 мая 2023 года написала заявление о досрочном уходе по собственному желанию, 29 мая покинула пост мэра.
С июня 2023 года — начальник главного управления ЗАГС Рязанской области.